# Gabino Arregui
Gabino Arregui (ur. 7 listopada 1914 w Bolívar, zm. 19 maja 1991) – argentyński piłkarz grający na pozycji napastnika.

## Kariera sportowa
Arregui karierę piłkarską rozpoczął w 1934 roku w klubie Gimnasia y Esgrima La Plata. Razem z reprezentacją Argentyny wygrał turniej Copa Juan Mignaburu 1940 po zwycięstwie Argentyny nad Urugwajem 5:0. Na początku 1941 roku wygrał razem z reprezentacją turniej Copa Presidente de Argentina – Arregui zagrał w obu meczach z Chile, w każdym z nich strzelając po jednej bramce.
Jako piłkarz klubu Gimnasia y Esgrima wziął udział w turnieju Copa América 1941, gdzie Argentyna zdobyła mistrzostwo Ameryki Południowej. Arregui zagrał tylko w jednym meczu – z Peru. W klubie Gimnasia y Esgrima grał do końca swej kariery w 1946 roku, dwukrotnie grając w drugiej lidze – w 1944 (mistrz drugiej ligi) i 1946. Łącznie rozegrał w klubie 288 meczów i zdobył 75 bramek. W reprezentacji Argentyny Arregui rozegrał 7 meczów i zdobył 2 bramki.